# ماهیچه‌های میان‌عرضی
ماهیچه‌های میان‌عرضی (انگلیسی: Intertransversarii) نامی است که به ماهیچه‌های کوچک موجود در میان زواید مهره‌های مجاور هم داده‌اند.
کارکرد آن‌ها خم کردن ستون مهره‌ها به سمت جانبی است.
عصب‌گیری آن‌ها از عصب نخاعی است.